# Zinaida Greceanîi

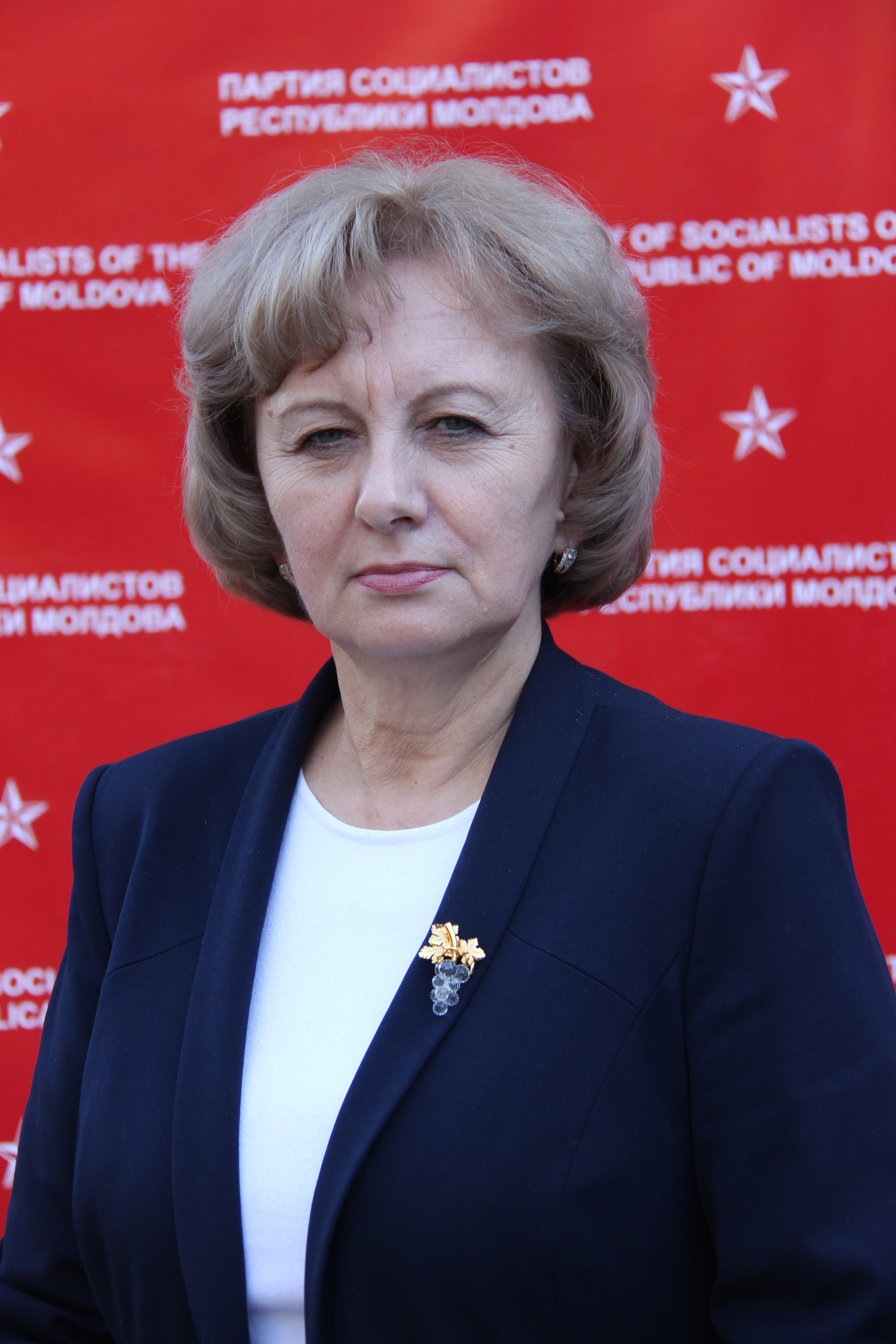
Zinaida Greceanîi (2014)

Zinaida Greceanîi (russ. Зинаида Гречаная/Sinaida Grečanaja) (* 7. Februar 1956 in der Oblast Tomsk, Sowjetunion) ist eine moldauische Politikerin. Von Juni 2019 bis Juli 2021 war sie Parlamentspräsidentin und von März 2008 bis September 2009 Ministerpräsidentin der Republik Moldau. 

## Biografie
Zinaida Greceanîis Eltern wurden aus Bessarabien nach Sibirien deportiert, wo sie geboren wurde. Ende der 1960er Jahre konnte die Familie in die Heimat zurückkehren. Greceanîi absolvierte hier nach ihrer Schulausbildung ein wirtschaftswissenschaftliches Studium am finanz-ökonomischen Technikum und an der Staatlichen Moldauischen Universität in Chișinău. Von 1974 bis 1994 war sie in der Kreisverwaltung von Briceni tätig. Ab 1994 hatte sie verschiedene Posten im moldauischen Finanzministerium inne. 2002 wurde sie Finanzministerin und blieb in diesem Amt, bis sie 2005 zur Ersten Vize-Premierministerin Moldaus ernannt wurde. Unmittelbar nach dem überraschenden Rücktritt des bisherigen Regierungschefs Vasile Tarlev schlug Staatspräsident Vladimir Voronin sie am 20. März 2008 als neue Premierministerin vor. Am darauffolgenden Tag wurde sie vom Parlament ins Amt gewählt. Greceanîi stand der Kommunistischen Partei (PCRM) nahe und trat bei den Parlamentswahlen als Parteilose auf deren Wahlliste an.
Nach den Parlamentswahlen im April 2009 trat sie als Präsidentschaftskandidatin für die Kommunisten an, verfehlte aber die notwendige Parlamentsmehrheit um eine Stimme. Bei den Neuwahlen im Juli 2009 war sie nach Parteichef Voronin zweite Spitzenkandidatin der PCRM. Nach der knappen Wahlniederlage der Kommunisten und der Rücktrittsankündigung Staatspräsident Voronins erklärte auch Greceanîi am 9. September 2009, von ihrem Amt als Regierungschefin zurücktreten zu wollen. Am 14. September übergab sie die Amtsgeschäfte an den Kommunisten Vitalie Pîrlog, der als kommissarischer Regierungschef fungierte und bald darauf durch den Liberaldemokraten Vlad Filat abgelöst wurde.
Im November 2011 machte Zinaida Greceanîi Schlagzeilen, als sie gemeinsam mit zwei weiteren Abgeordneten ihren Austritt aus der Fraktion der Kommunisten erklärte. Ziel der Gruppe war, die Parteien der Regierungskoalition zur Wahl Greceanîis zur Staatspräsidentin zu bewegen. Bis dato blieb der Vorstoß jedoch erfolglos. Seit den Wahlen im April 2009 hatten die knappen Mehrheitsverhältnisse im Parlament die Kür eines neuen Staatsoberhauptes verhindert.
Am 8. Juni 2019 wählte das Parlament Zinaida Greceanîi zu seiner neuen Präsidentin. Das Verfassungsgericht erklärte die Wahl im Zuge einer kurzen Staatskrise für nichtig. Für kurze Zeit gab es daraufhin zwei Regierungen. Doch nach nur einer Woche war die Situation geklärt. Ilan Shor und Vladimir Plahotniuc gingen ins Exil und Zinaida Greceanîi blieb die einzig anerkannte Parlamentspräsidentin.
Greceanîi ist verheiratet und hat zwei Kinder.